# 石岡庄
石岡庄，為1920年-1945年間存在之行政區，轄屬台中州東勢郡。今台中市石岡區。

## 街原名
原屬捒東上堡之仙塘坪庄、土牛庄、社藔角庄、石崗仔庄
- 石崗仔改稱石岡

## 行政區劃
石岡庄轄域內分為石岡、仙塘坪、土牛、社寮角四個大字。
- 石岡大字下有「石岡」、「金星面」、「九房厝」小字名
- 土牛大字下有「土牛」、「南眉」、「崁子下」小字名
- 社寮角大字下有「社寮角」、「梅子樹角」小字名